# Ian Burns
Ian Burns (Preston, 11 de marzo de 1985) es un jugador de snooker inglés.

## Biografía
Nació en la ciudad inglesa de Preston en 1985. Es jugador profesional de snooker desde 2012. No se ha proclamado campeón de ningún torneo de ranking, y su mayor logro hasta la fecha fue alcanzar los cuartos de final tanto del Paul Hunter Classic de 2017 como del Abierto de Gales de 2018. Tampoco ha logrado hilar ninguna tacada máxima, y la más alta de su carrera está en 141.